# Mullus
Mullus – rodzaj ryb okoniokształtnych z rodziny barwenowatych (Mullidae).

## Zasięg występowania
Ocean Atlantycki i przylegające do niego morza europejskie.

## Klasyfikacja
Rodzaj opisany przez Karola Linneusza w 1758. Gatunkiem typowym jest Mullus barbatus.
Gatunki zaliczane do tego rodzaju:
- Mullus argentinae
- Mullus auratus – barwena karaibska[3]
- Mullus barbatus – barbata[4], barbatka[5], barwena czerwona[6]
- Mullus phillipsi
- Mullus surmuletus – barwena[4]

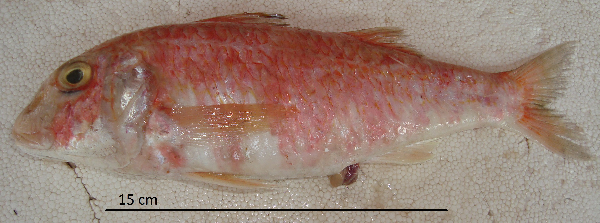
Mullus argentinae
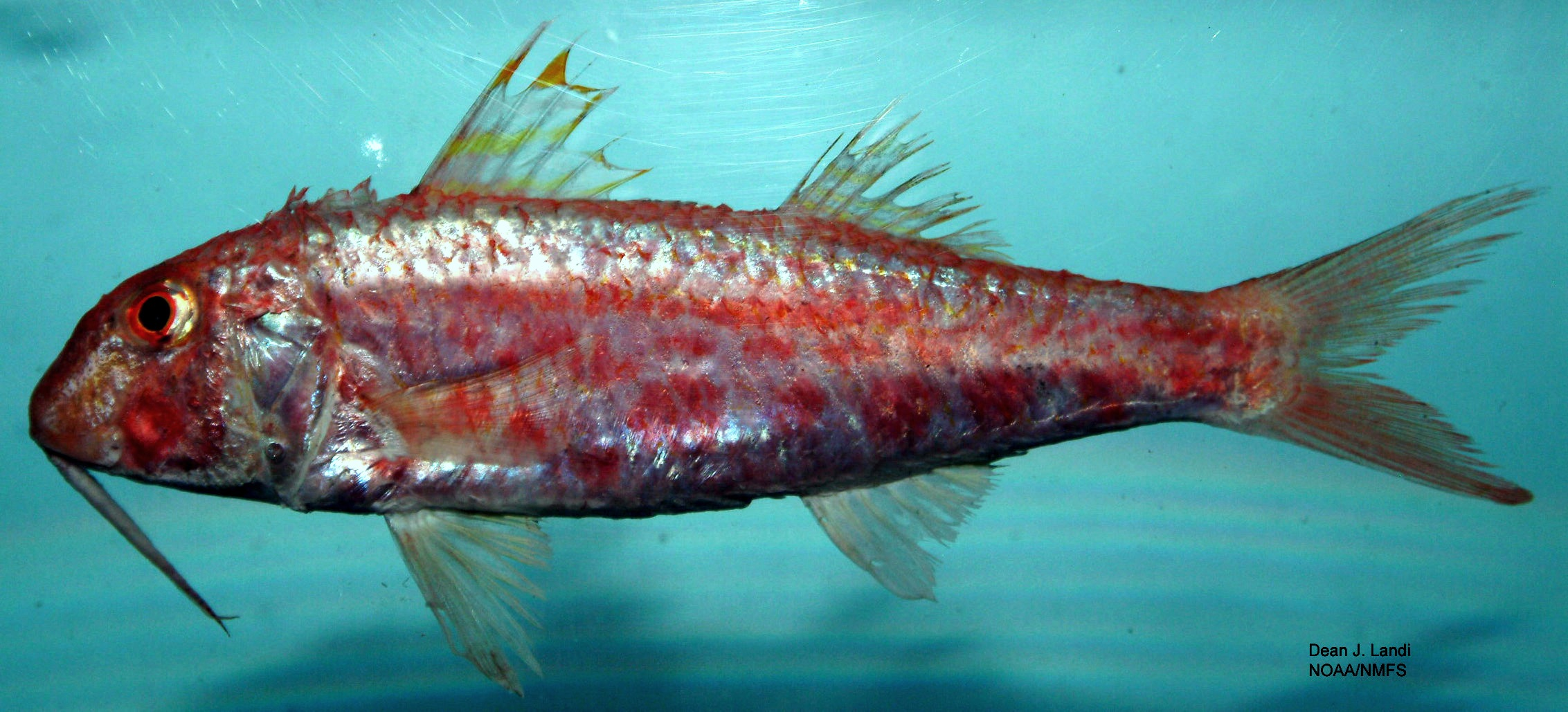
Mullus auratus
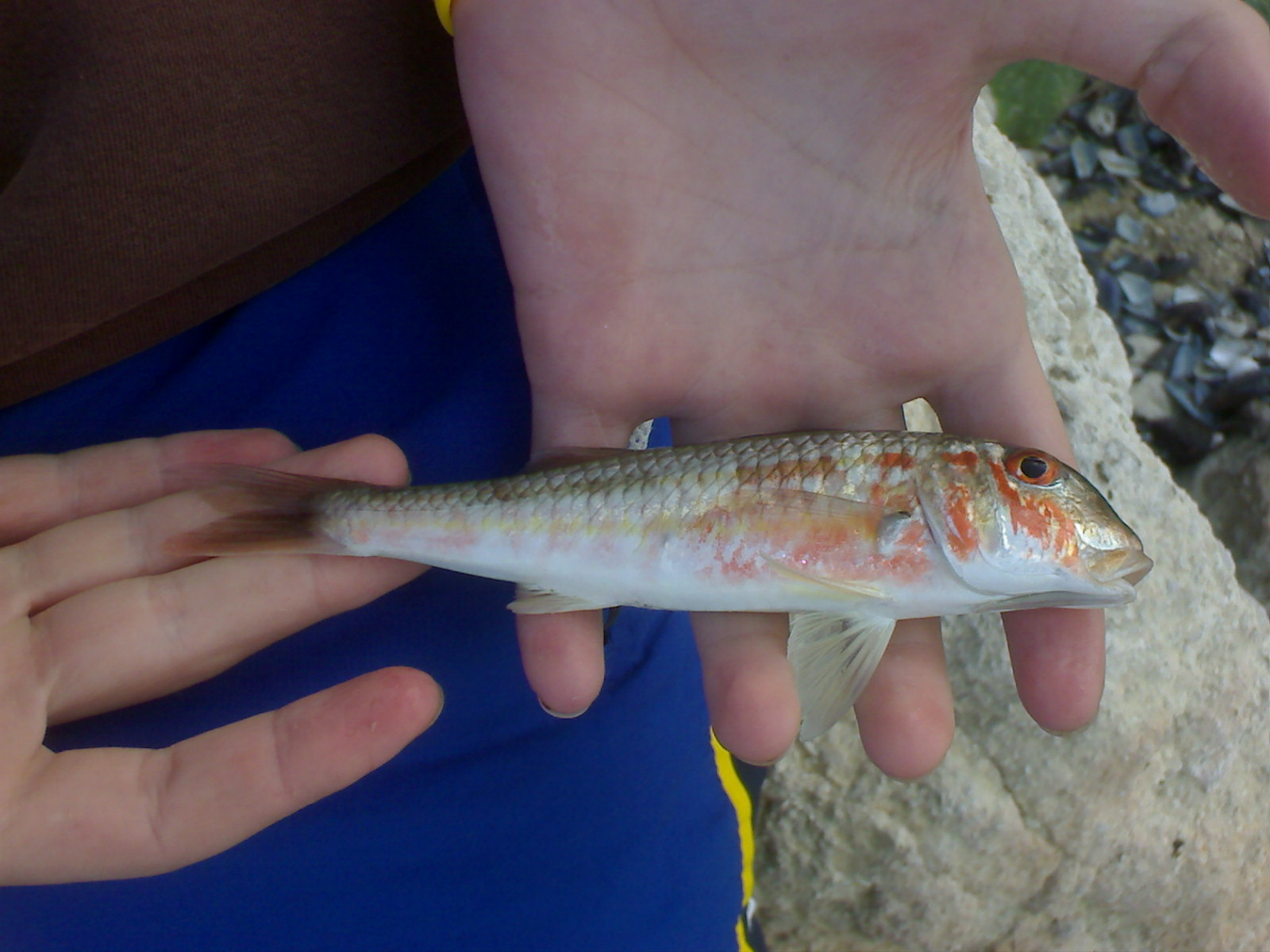
Mullus barbatus
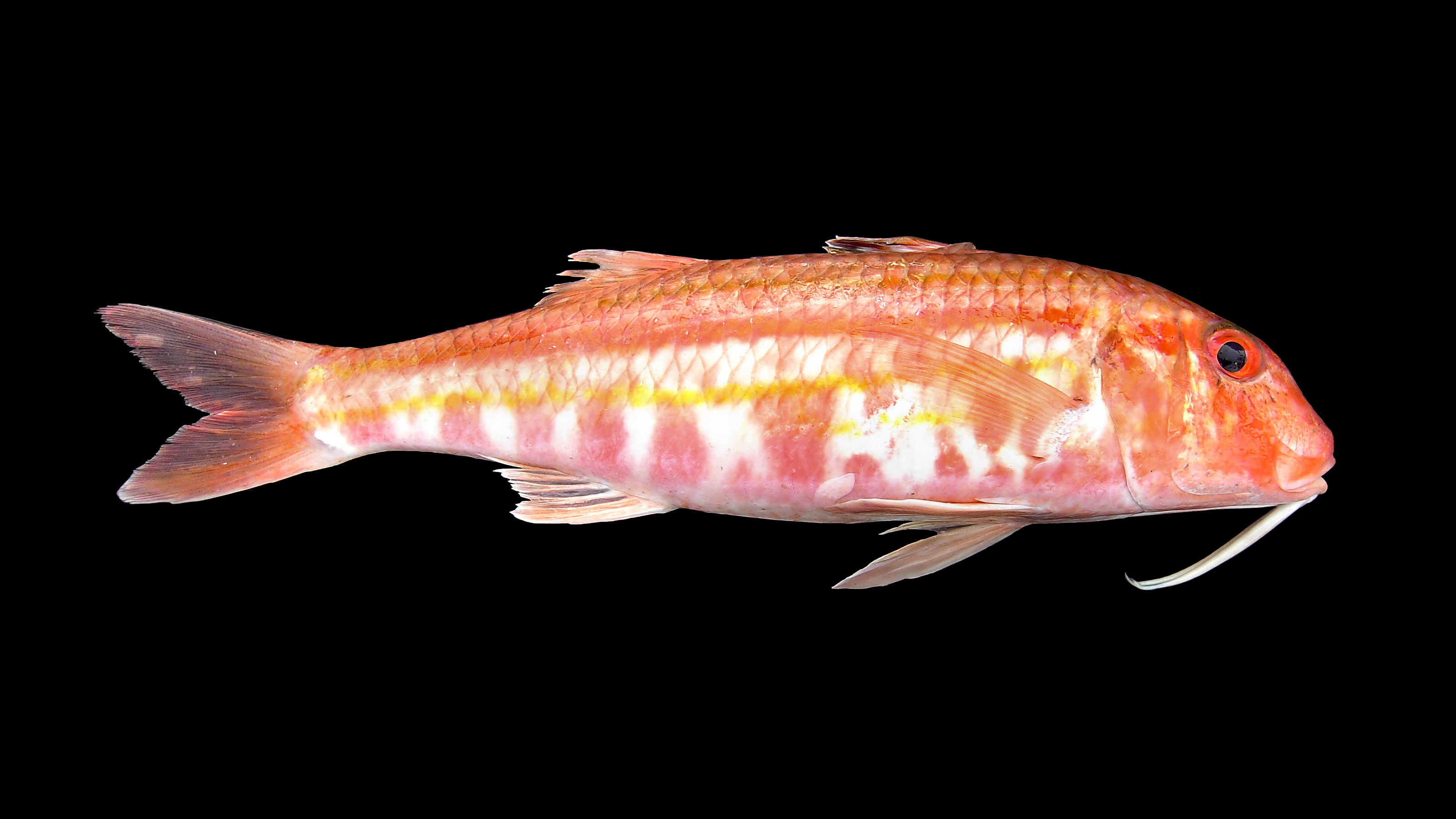
Mullus surmuletus